# 오사토촌 (아이치현)
오사토촌(大里村)은 아이치현 나카시마군에 설치되었던 촌이다. 현재의 이나자와시 남동부에 해당한다.